# کانیادا
کانیادا (به اسپانیایی: Cañada) دهستانی در استان آلیکانتهٔ اسپانیا است.
در این دهستان ۱٬۲۳۱ نفر زندگی می‌کنند. مساحت این دهستان ۱۹٫۴۴ کیلومتر مربع است.